# Movimento Indipendentista Democratico Repubblicano
Il Movimento Indipendentista Siciliano Democratico-Repubblicano (MISDR) è stato un movimento e successivamente un partito politico separatista, attivo in Sicilia tra il 1947 e il 1949.

## Storia

### Fondazione
Il MISDR fu fondato nel febbraio 1947, da Antonino Varvaro e Antonio Crisafulli, quando vennero espulsi dal Movimento Indipendentista Siciliano (MIS). I due esponenti furono messi in minoranza durante il III Congresso di Taormina dalla maggioranza di centro-destra per motivi mai chiariti: secondo alcuni per la spinta dei latifondisti che premevano per una svolta più autoritaria a destra, secondo altri a causare l'espulsione furono le pressioni politiche esercitate su Varvaro e sua moglie dal Partito Comunista Italiano, avendo questi assunto una posizione progressivamente provocatoria e di contestazione nei confronti della leadership di Andrea Finocchiaro Aprile.

### Elezioni del 1947
Il MISDR fu un movimento di sinistra e di ispirazione repubblicana. Il movimento di Varvaro si presentò alle elezioni regionali del 20 aprile 1947 per l'elezione della prima Assemblea Regionale Siciliana, dove però ottenne appena 19.542 voti, senza nessun seggio. Dopo le elezioni aderì Giuseppe Caltabiano che era stato eletto nel MIS.

### Scioglimento
Varvaro abbandonò il MISDR e confluì nel Blocco del Popolo. In questa lista nel 1951 fu eletto deputato all'Assemblea Regionale Siciliana; fu poi rieletto nelle liste del PCI nelle successive elezioni del 1955, 1959 e 1963.